# Залєсся (Онезький район)
Залєсся (рос. Залесье) — присілок в Онезькому районі Архангельської області Російської Федерації.
Населення становить 40 осіб. Входить до складу муніципального утворення Чекуєвське поселення.

## Історія
Від 2004 року входить до складу муніципального утворення Чекуєвське поселення.

## Населення
| 2002 | 2010 | 2012 |
| ---- | ---- | ---- |
| 62   | ↘40  | →40  |